# Port autonome de Papeete
Le port de Papeete ou encore le port autonome de Papeete est situé à Papeete-Tahiti en Polynésie française. Depuis le XIXe siècle, le port de Papeete fut important dans le développement économique de la Polynésie française, que ce soient les premiers paquebots ou encore les cargos. Le port autonome de Papeete fut créé comme établissement public, le 5 janvier 1962.

## Histoire du port de Papeete

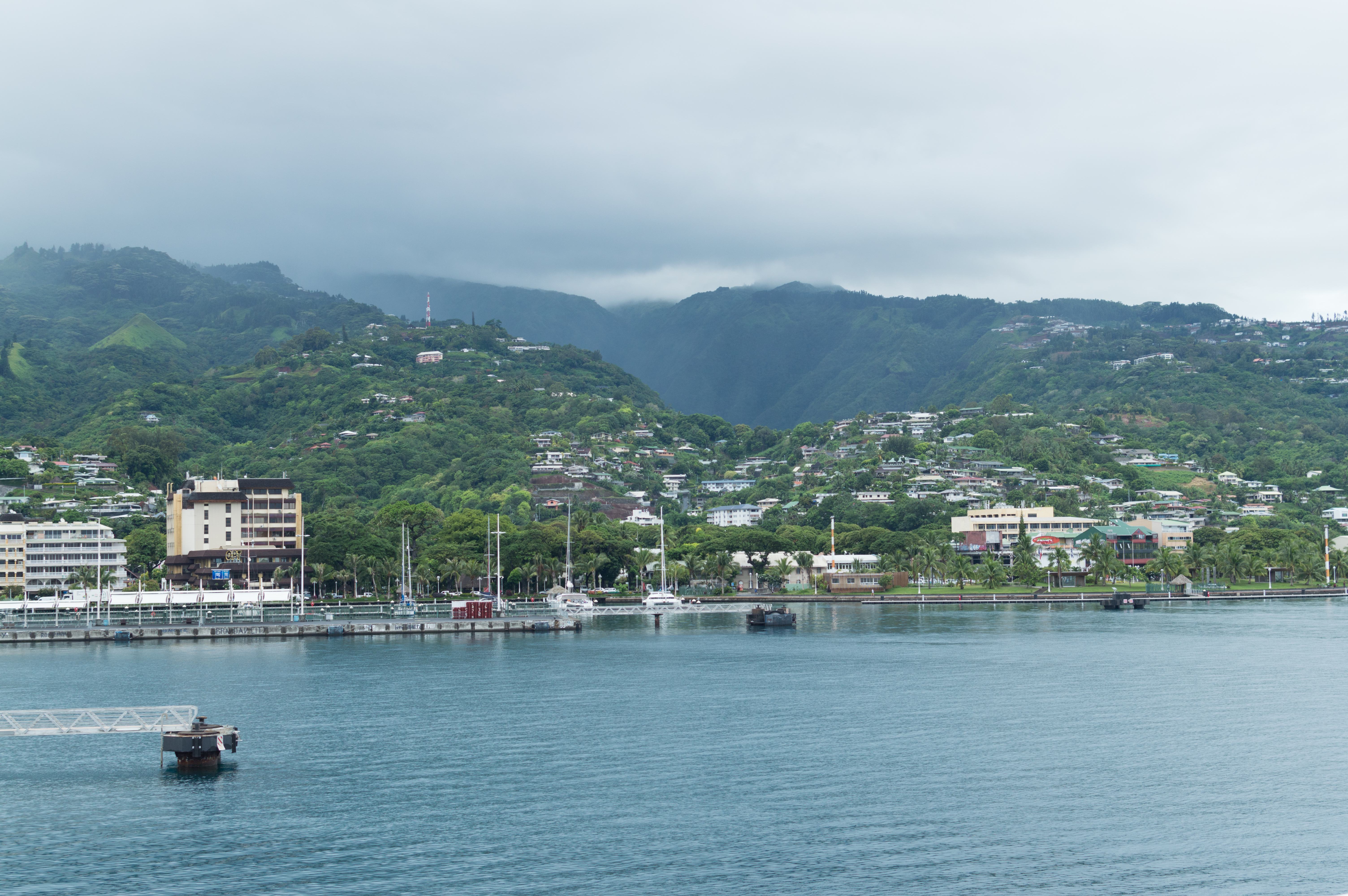
Rade de Papeete

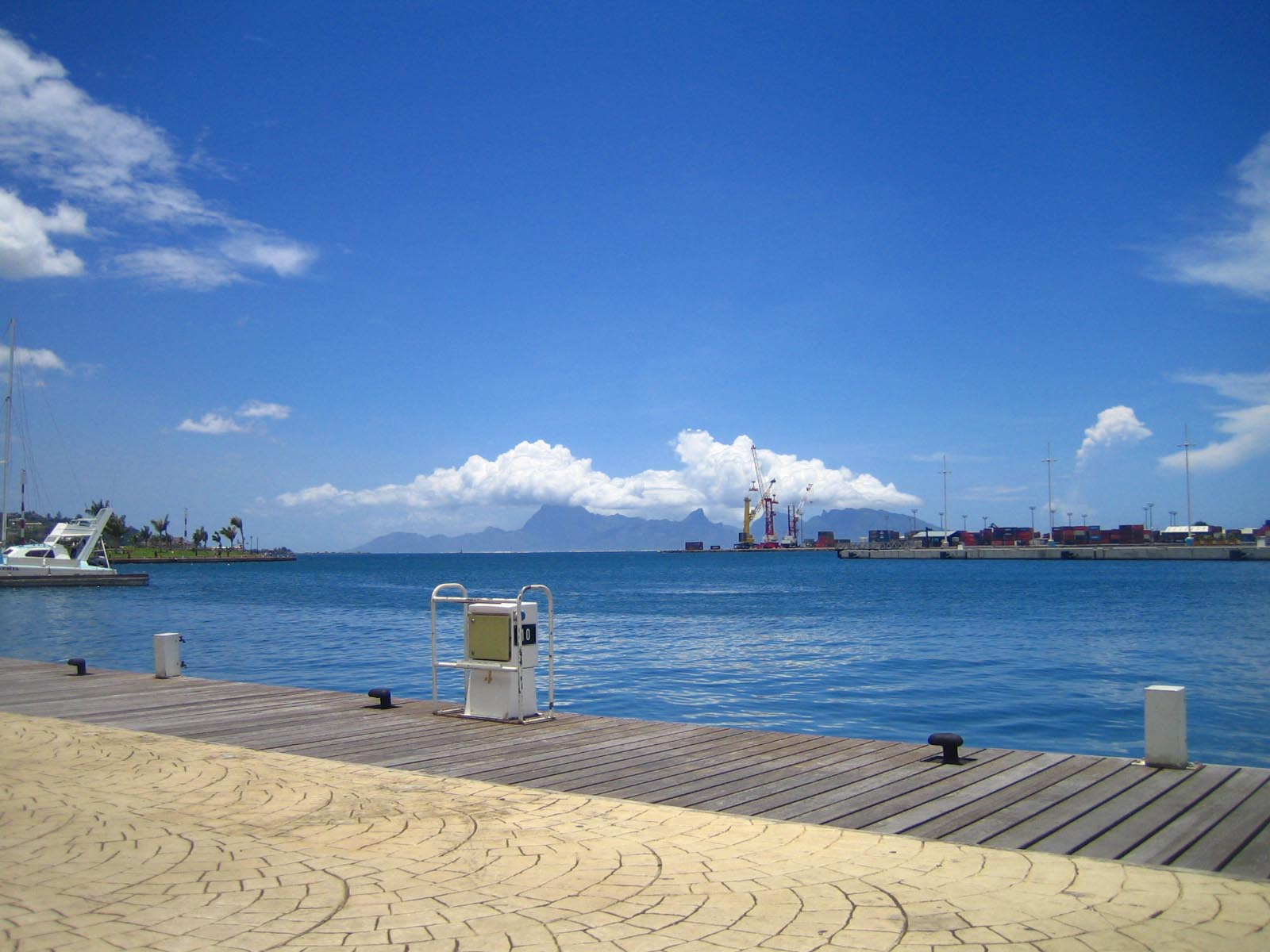
Port de Papeete

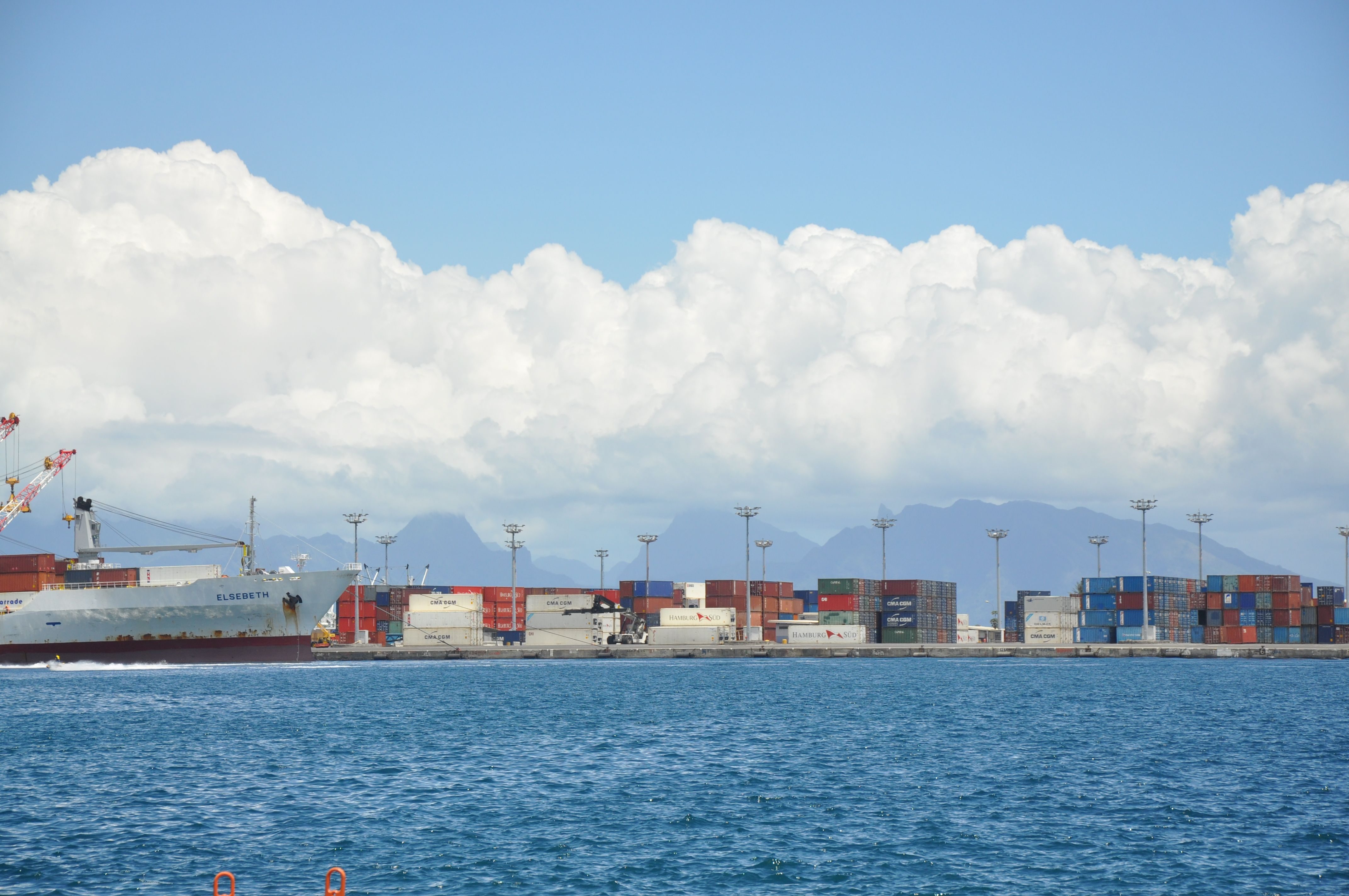
Conteneurs à Motu Uta avec l'île de Moorea en arrière-plan

Le port de Papeete s'est développé dès la première moitié du XIXe siècle grâce à sa rade très abritée des vents et des courants marins mais aussi du fait que l’on y trouvait de l’eau en grande quantité, d’où le nom de « Papeete ».
C’est vers 1790 que les navigateurs européens remarquèrent l’excellence du mouillage dans la rade de Papeete, accessible par une passe naturelle, protégée par un récif barrière et offrant un plan d’eau large et profond. Avec le développement du commerce, Papeete se transforma en une petite agglomération puis, sous les actions conjuguées des missionnaires et des représentants des royautés et de l’État, devint le centre religieux et politique de Tahiti, enfin siège administratif du protectorat français après l’annexion à la France en 1843. C’est l’amiral Armand Joseph Bruat qui conseilla au gouvernement le choix de Papeete comme capitale.

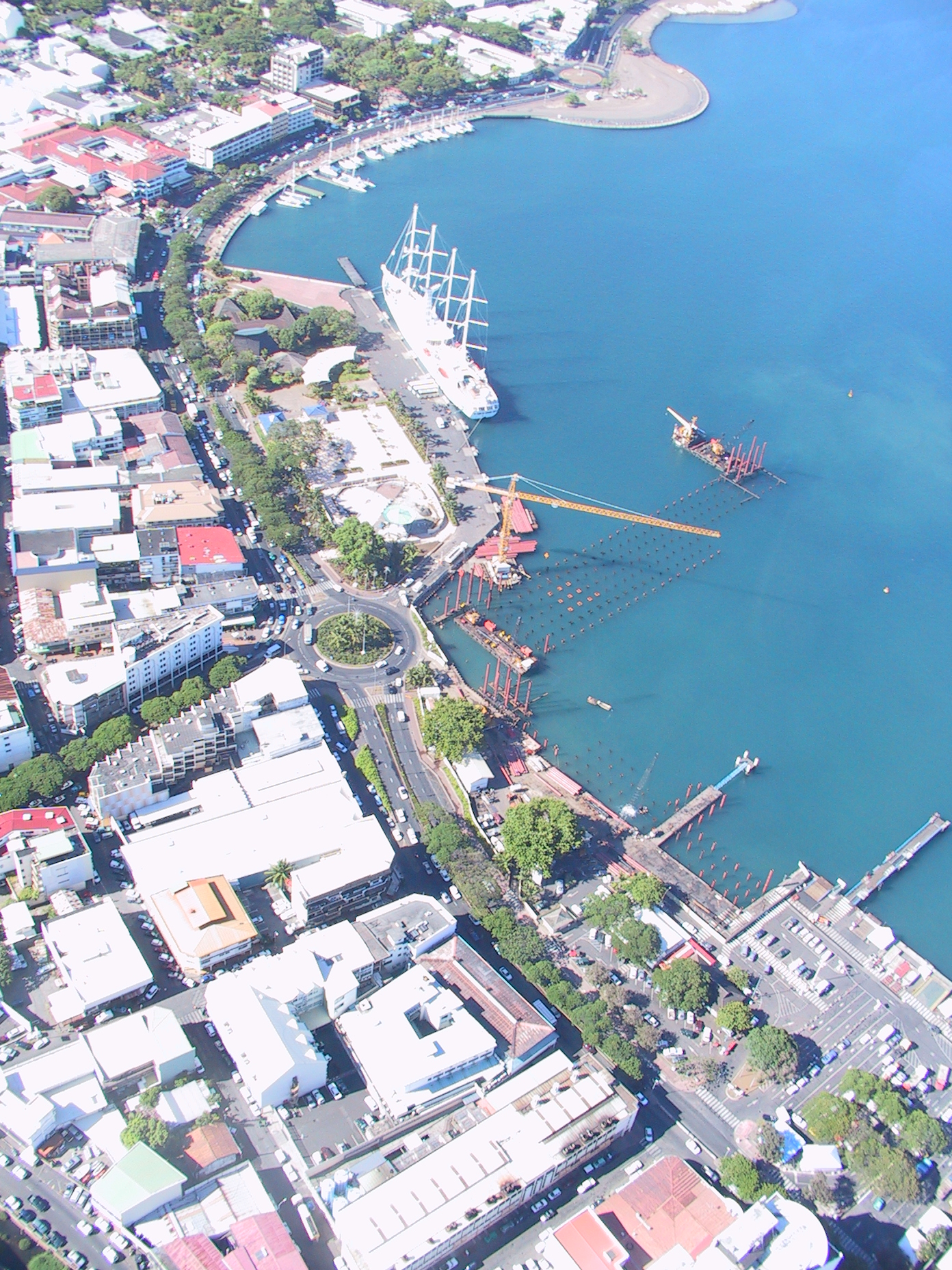
Vue aérienne

Le capitaine du Génie Rimbeaud fut l’auteur du plan de la ville nouvelle et de ses constructions bâties autour de la rade. Le développement de la ville se fit d’une façon progressive de 1850 à 1900 et c’est en 1860 que se construisirent les premiers appontements.
Papeete devenant le centre de la vie économique et politique du grand archipel polynésien, les navires affluèrent dans la rade. Rapidement, le port de Papeete s’imposa comme une escale importante, fréquentée au milieu du XIXe siècle par de nombreux baleiniers et par des goélettes qui commerçaient avec les îles (nacre, coprah, vanille…). Pour répondre à l’accroissement du trafic, divers appontements en bois furent successivement construits puis remplacés par un quai en maçonnerie.
À la fin du XIXe siècle, le premier quai, le quai des Paquebots situé en plein centre ville de Papeete fut construit de manière à accueillir les navires longs courtiers. D’abord agrandi en 1928 pour permettre l’accostage de deux navires, il fut remplacé en 1938 par l’ouvrage actuel. Cet ouvrage fut complété, en 1950 par la cale de halage de Fare Ute, qui fut édifiée parallèlement à l’ancienne cale de 1929, et en 1957 par la mise en service d’un appontement pétrolier toujours à Fare Ute. Mais à la fin des années 1950, les installations portuaires étaient déjà dépassées face à la croissance des trafics qui s’exerçaient à cette époque dans le port de Papeete.
L’ouverture de l’aéroport de Tahiti Faa’a et l’arrivée du Centre d’expérimentation du Pacifique (CEP) en 1962 à Mururoa nécessite pour les activités militaires de disposer d’une base arrière navale parfaitement équipée à Tahiti. L’établissement public « port autonome de Papeete » est alors créé le 5 janvier 1962 pour mettre en œuvre les travaux d’extension des installations portuaires, de la base navale, le remblaiement de l’îlot de Motu Uta (« île de la Reine », ancienne propriété de villégiature de Pōmare IV, qui devint tour à tour un fortin, un îlot de quarantaine, un lieu d’internement durant les deux guerres mondiales, puis un lieu de fêtes) et de la construction de la digue de protection d’une longueur de 2,2 km sur 5 mètres de hauteur. La phase principale des travaux d’extension dura près de quatre ans pour s’achever par l’inauguration du nouveau port de Papeete le 29 juin 1966 en présence du Pierre Billotte alors ministre des DOM-TOM. Elle permit de porter la longueur totale des quais de 300 à 1 100 mètres, la surface de terre-pleins de 4 000 à 50 000 m2, et les surfaces d’entreposage de 10 000 à 22 500 m2. Le coût total s’élève à l’issue des travaux à 1,086 milliard de franc pacifique, dont 931 millions pris en charge par l’État, 55 millions par le Territoire et 100 millions par le port autonome de Papeete.